# テンスバル城塞

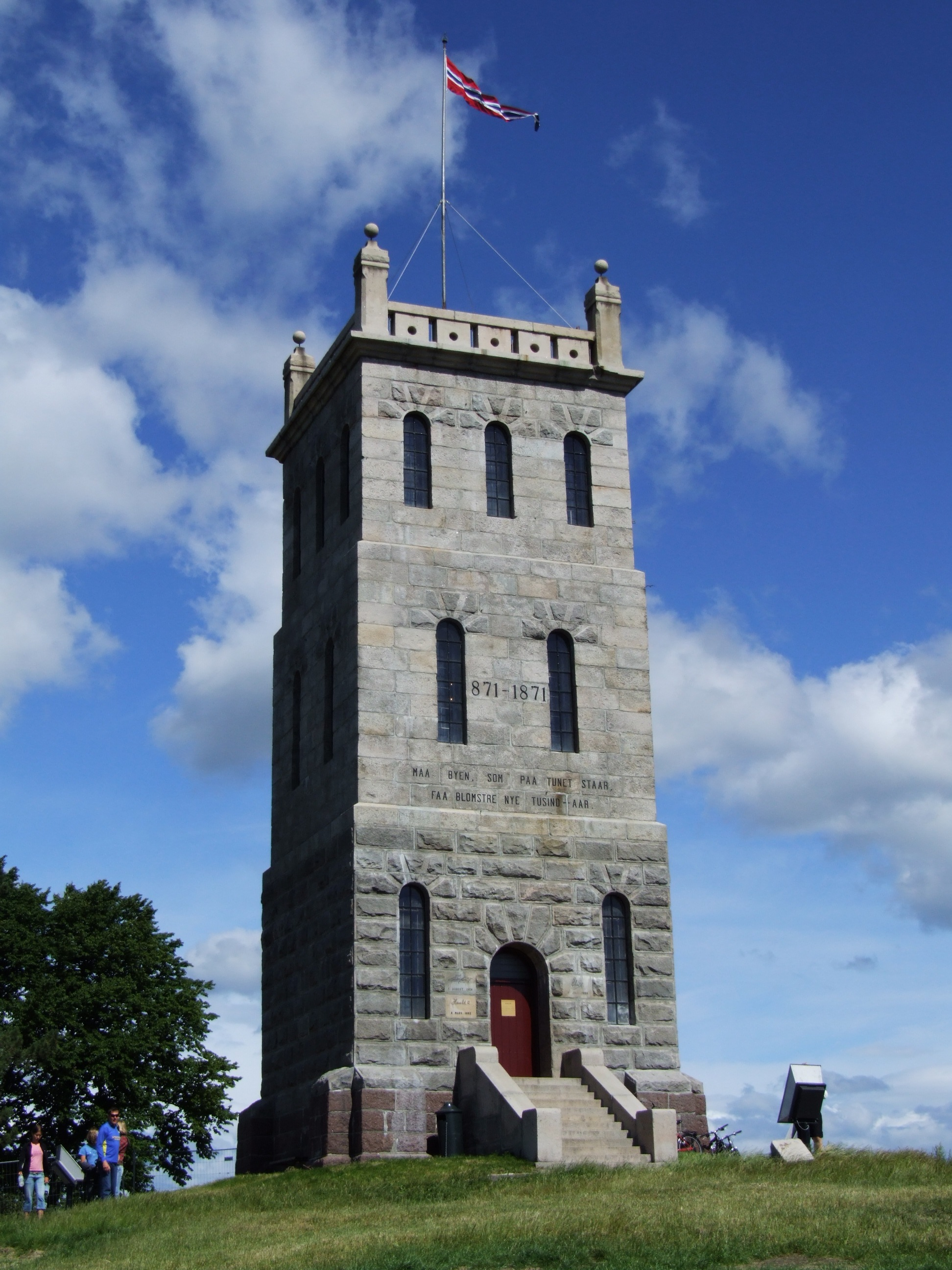
テンスバル城塞跡に立つ塔

テンスバル城塞（ノルウェー語ブークモール:Tunsberghus）は、ノルウェーのヴェストフォル県テンスバルに位置する城塞。かつてテンスバルの町は貿易の重要な中心地であり、この城塞により700年以上も守られていた。

## 略歴
1200年代、ノルウェー王のホーコン4世は、現代のヴェストフォル県にある自治体、テンスバルの位置に、このテンスバル城塞を建設した。ここは、それ以前までノルウェーの最も重要な湾の一つが位置した場所である。歴史家のスノッリ・ストゥルルソンによれば、テンスバル自体はハヴルスフィヨルドの戦い以前に設立されたのだという。このため、テンスバルは871年に設立されたノルウェー最古の町となり、ノルウェーで記録されている中でも最も古い、要塞が築かれた場所の一つに挙げられている。
現在は城塞の遺構が少数残るのみである。今日も丘の上にそびえたっている塔は、歴史的な要塞を記念して1888年に建設された。

## 王位年表
- 871年 - 商業の町テンスバルは存在していた。この町はその当時最初にヴェストフォル県で権力を持つ、ユングリング家のための要塞として機能していた。
- 1000年代 - オスロフィヨルド湾にあったテンスバルにある商業街・要塞は、貿易の中心地として交易地シーリングサルに勝った。
- 1201年 - 1177年～1202年までノルウェー王の位に就いていたスヴェレ・シグルツソンが、オップラン（Opplands）・ヴィッケン（Viken）・テレマルク（Telemark）・テンスバルの連合軍により、オスロで襲撃される。連合軍はスヴェレの軍より数で勝っていたにもかかわらず、スヴェレの卓越した戦術に打ち負かされた。連合軍のリーダーの一人、レイダー・センデマン（Reidar Sendeman）は、テンスバルの山へ避難した。その後1201年9月、スヴェレは1000人の兵を率いて包囲網を築き、連合軍をその5ヶ月後に降伏へと追い込んだのである。しかし不運にも、スヴェレはこの包囲攻撃で病に侵され、ベルゲンに帰還した後1202年に息を引き取った。

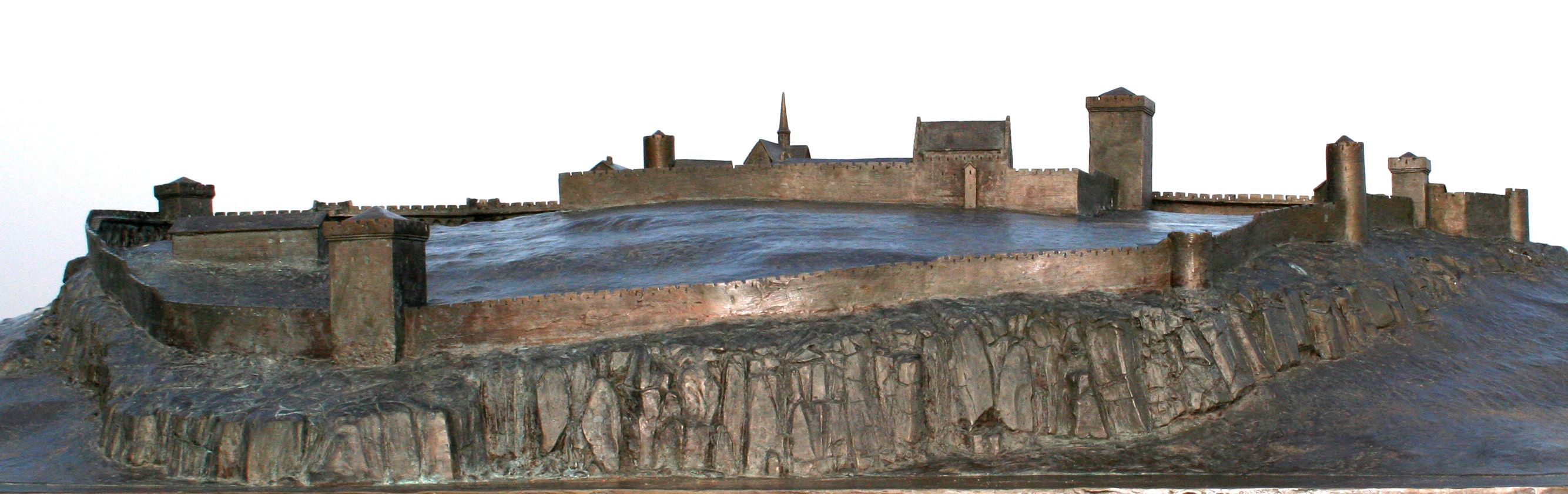
テンスバル城塞の想像モデル

- 1253年 - 在位1217年～1263年のノルウェー王、ホーコン4世は、山の周囲に城郭風の壁を建設し、建物を備えて要塞化に着手した。その後デンマーク軍の襲撃を阻止することに成功する。
- 1261年 - 在位1263年～1280年のマグヌス6世は、妻のインゲボルグを連れ、城へ住んだ。
- 1319年 - 在位1299年～1319年のホーコン5世が、テンスバル要塞で病気のため逝去。
- 1335年 - 在位1319年～1374年のマグヌス4世が、城でブランカ・アヴ・ナムールと結婚式を執り行った。城はマグヌス4世によるブランカへの贈り物の一つとして与えられた。
- 1387年 - 城がノルウェー王家によってもはや占有されなくなった時、ノルウェーにおける4か所の主要な城塞（テンスバル城塞とアーケシュフース・ボフス・ベルゲンフス）の支配者が、最も重要な君主となった。
- 1503年 - カルマル同盟が崩壊し、反乱を試みたノルウェー人達は、デンマーク軍によって鎮圧される。テンスバル城塞はスウェーデンの兵士と地元の不実な農民達により破壊された。

## 参考
以下は、翻訳元の英語版（w:en:Tønsberg Fortress）からの出典項目である。
- History of the Norwegian Peoples, by Knut Gjerset, MacMillan, 1915
- A History of Norway, by Karen Larson, Princeton University Press, 1948